# افسانه شعبان‌نژاد
افسانه شعبان‌نژاد (متولد ۱۳۴۲ در شهداد کرمان) شاعر و نویسنده کودک و نوجوان است. او پس از اخذ دیپلم تجربی، وارد دانشگاه شد و موفق شد تا مدارک کارشناسی ارشد خود را در رشته زبان و ادبیات فارسی از دانشگاه تربیت معلم و لیسانسش را در زمینه ادبیات نمایشی از دانشکده هنر و معماری دانشگاه آزاد اخذ کند. از وی بیش از ۴۰۰ عنوان اثر در حوزه شعر و ادبیات کودک و نوجوان منتشر شده‌است و برخی از آنها برنده جایزه‌های بین‌المللی و داخلی شدند. او توانست برای کتاب شیشه و آواز جایزه کتاب سال جمهوری اسلامی ایران را کسب کند.

## زندگی
افسانه شعبان‌نژاد در ۱ اردیبهشت سال ۱۳۴۲ در شهداد کرمان متولد شد. او در خانواده‌ای تربیت یافت که ذوق ادبی در آن بسیار بود. شعبان‌نژاد پس از گذراندن دوران ابتدایی، راهنمایی و دبیرستان در مدارسی چون زند، معین و کیخسرو شهر کرمان، در رشته علوم تجربی دیپلم خود را دریافت کرد. او تا پیش از ۴ سالگی، در شهداد بود و بعد از آن به کرمان نقل مکان کرد. او فعالیت‌های هنری خود را در سن ۱۸ سالگی شروع کرد. او در سال ۱۳۶۲ ازدواج کرد و پس از آن به تهران نقل مکان کرد.

#### زندگی حرفه‌ای
او کارشناسی ارشد خود را در رشته زبان و ادبیات فارسی از دانشگاه تربیت معلم کسب کرد و لیسانس‌ش را در زمینه ادبیات نمایشی از دانشکده هنر و معماری دانشگاه آزاد اخذ نمود. کمی بعد توانست مدرک درجه یک هنری در رشته ادبیات داستانی و شعر (که به دکترای هنر مشهور است) از طرف وزارت فرهنگ و ارشاد اسلامی به دست آورد. وی فعالیت‌هایش را از سال ۱۳۶۰ خورشیدی با یکی از نشریات امور تربیتی آغاز کرد. کمی بعد سردبیر برنامه خردسالان در رادیو شد و سردبیری مجلات رشد نوآموز و رشد دانش‌آموز را عهده‌دار شد. او توانست در شورای شعر کیهان بچه‌ها نیز عضویت کسب کند. او هم‌اکنون مسئول شورای شعر انتشارات کانون پرورش فکری کودکان و نوجوانان است.
او سمت‌های چون عضویت در موسسه International Biographical Center و حضور در جشنواره‌هایی به عنوان داور از جمله جشنواره بین‌المللی شعر فجر، جشنواره بین‌المللی پویا نمایی، جشنواره بین‌المللی رضوی، جشنواره کتاب سال وزارت فرهنگ و ارشاد اسلامی، جشنواره کتاب انجمن قلم، جشنواره بین‌المللی مطبوعات، جشنواره کتاب کانون پرورش فکری کودکان و نوجوانان، جشنواره ادبی هنری شاهچراغ، جشنواره کتاب برتر، جشنواره فیلم نامه نویسی کانون پرورش فکری کودکان و نوجوانان، جشنواره رشد و جشنواره شعر روشنا را در کارنامه دارد.

## آثار
او توانست در طول دوران زندگی، بیش از ۴۰۰ عنوان کتاب در حوزه شعر و داستان ویژه کودکان و نوجوانان به طبع نشر برساند. شعبان‌نژاد اولین مجموعه داستانش برای نوجوانان را با نام «نه من نمی‌ترسم» در سن ۱۸ سالگی نوشت و در یکی از مجلات آموزش و پرورش به چاپ رساند. از میان آثارش کتاب‌های «روزی، روزگاری» و «باغ هزار دخترون» به خط بریل نیز چاپ شده‌است.
از آثار او می‌توان به جم جمک برگ خزون، دس و دس و دس، نخود و عدس، دس دسی بابا می آد، دس دسی بارون می آد، دس دسی گرگه می آد، قورو قورو قور، قارو قارو قار، گل زری، کاکل زری، گرگم و گله می‌برم، هاجستم و واجستم، کلاغه کجاست؟ روی درخت!، لالا، لالا، گل شب بو، ماه تی تی، کلاه تی تی، نی نی داره دست می زنه، نی نی بشین، نی نی پاشو، نی نی رو غلغلکمی دیم اشاره کرد. دیگر آثار او در حوزه شعر و ادبیات کودک عبارتند از ابر اومد، باد اومد، عمه قزی، آرنگ آرنگ، بگو چه رنگ؟، بادبادک و کلاغه، آفتاب مهتاب چه رنگه، گنجشک و سبز و قرمز، یک آسمون، دو آسمون، لی لی لی لی حوضک، من و عروسک، لی لی لی لی حوضک، دستکش کوچک، کی بود؟ چی بود؟، تاتی، تی تی، دار دار خبر دار، این یکی… اون یکی…، چی بود؟ چی بود؟ کدو بود، غاز غازی جون پس چی می خواد؟، ما می تونیم، ما می تونیم، گنجشک پر، کلاغ پر، اتلک تی تتلک، یک جوجهٔ غاز، پاییز، تابستان، زمستان، شنگول و منگول، آی زنگوله، آی زنگوله، وی کتاب‌هایی را نیز در حوزه داستانی و ترانه نگاشته‌است که به صورت مجموعه‌ای منتشر شده‌است. از میان آنها می‌توان به بازی بازی بازی (از مجموعه ترانه‌های خانه)، شعر دعا (از مجموعه ترانه‌های خانه)، ترانه‌های مامان (از مجموعه ترانه‌های خانه)، بهار (از مجموعه کی آمد؟ کی در زد؟)، ترانه‌های خواب و خیال (از مجموعه ترانه‌های خانه)، عروسیه عروسی (از مجموعه ترانه‌های خانه)، از آسمون تا اینجا (از مجموعه ترانه‌های خانه)، دو جوجه اردک (از مجموعه کتاب کوچک از غاز و اردک)، ما خوشحالیم، تو هم بیا! (از مجموعه کتاب کوچک از غاز و اردک)، درخت ما عروس شده (از مجموعه کتاب کوچک از غاز و اردک)؛ اشاره کرد.
او علاوه بر تألیف، در حوزه ترجمه کودکان نیز ورود کرده‌است و آثاری در این زمینه دارد، از این میان می‌توان به: روباه قرمز سلام، بره چاقالو، خوشمزه‌ترین کلوچه، موش کور و همسایه‌ها، پر پر پر پرنده، سیب زمینی سخنگو، یک دوست بهتر، چشم‌های زمستانی، زیر نور ماه، خانه ما همین جاست، چهار فصل من (۴ جلد)، روزهای خوب من (۴ جلد)، ترانه‌های من و خواهر کوچولو (۴جلد)، شب شده و ستاره باز، ترانه‌های نی نی کوچولو (۳جلد)، گفتگو کنیم (۶جلد) سرزمین گرگ‌ها، کی پنیر مرا دزدید؟، پرنده‌ها و کرم خاکی، شتر یک کوهان، شتر دو کوهان اشاره کرد.
او همچنین چند نمایشنامه به نام‌های خروسک پریشان، ماهی قرمز کوچولو، دختر کدو تنبل، شازده کوچولو و چند اثر در زمینه غیر کودکان تألیف کرده‌است. از میان این دست آثار او، می‌توان به نیایش درختان (گزیده از نهج البلاغه)، در کوچه‌های شعر (جمع‌آوری اشعار) و صدای شاعر اشاره کرد. از اشعار او در محصولات صدا و سیمای جمهوری اسلامی ایران استفاده می‌شود. سریال صدای صنوبر نیز بر اساس کتاب داستانی او به همین نام ساخته شده‌است. کارگردان این اثر شاپور قریب بود و بازیگرانی چون مجید مظفری و کتایون ریاحی در آن نقش‌آفرینی کردند.

## جوایز
شعبان‌نژاد در سال ۲۰۱۰ کاندیدای دریافت معتبرترین جایزه ادبی جهان در بخش کودک و نوجوان، جایزه آسترید لیندگرن گردیده‌است. او توانست برای اثر شیشه و آواز، جایزه کتاب سال جمهوری اسلامی ایران را در سال ۱۳۷۵ خورشیدی کسب کند. در سیزدهمین جشنواره بین‌المللی رادیو و پنجمین اجلاس جهانی صدا، از وی برای همکاری و تعامل با شبکه‌های رادیویی تقدیر شد. کتاب ماست شیرین وی در سال ۲۰۱۵، به فهرست کلاغ سفید کتابخانه بین‌المللی مونیخ راه یافت. از دیگر جوایز و افتخارات او می‌توان به موارد ذیل اشاره کرد:
- دریافت جایزه افقهای تازه بلونیا (ایتالیا) برای کتاب آرنگ آرنگ بگو چه رنگ
- دیپلم افتخار جشنواره کتاب کودک و نوجوانان کانون پرورش فکری کودکان و نوجوانان برای کتاب "بزرگراه"
- دیپلم افتخار جشنواره کتاب کودک و نوجوانان کانون پرورش فکری کودکان و نوجوانان برای کتاب "بهار گمشده"
- دیپلم افتخار جشنواره کتاب کودک و نوجوانان کانون پرورش فکری کودکان و نوجوانان برای کتاب "باغ هزار دخترون "
- دیپلم افتخار جشنواره کتاب کودک و نوجوانان کانون پرورش فکری کودکان و نوجوانان برای کتاب "هدیه خاله نگین"
- دیپلم افتخار جشنواره کتاب کودک و نوجوانان کانون پرورش فکری کودکان و نوجوانان برای کتاب "ترانه‌های نوازش"
- دیپلم افتخار جشنواره کتاب کودک و نوجوانان کانون پرورش فکری کودکان و نوجوانان برای کتاب "چتری از گلبرگها"
- دیپلم افتخار جشنواره کتاب کودک و نوجوانان کانون پرورش فکری کودکان و نوجوانان برای کتاب "یک کاسه شبنم"
- دیپلم افتخار جشنواره کتاب کودک و نوجوانان کانون پرورش فکری کودکان و نوجوانان برای کتاب "یک آسمان سلام"
- دیپلم افتخار جشنواره کتاب کودک و نوجوانان کانون پرورش فکری کودکان و نوجوانان برای کتاب "سایه‌های مهربان"
- دیپلم افتخار جشنواره کتاب کودک و نوجوانان کانون پرورش فکری کودکان و نوجوانان برای کتاب "پرنده گفت شاعرم"
- لوح زرین و دیپلم افتخار جشنواره کتاب کودک و نوجوانان کانون پرورش فکری کودکان و نوجوانان برای کتاب "بابا و باران"
- دیپلم افتخار جشنواره مطبوعات کودک و نوجوانان کانون پرورش فکری کودکان و نوجوانان برای "همه آثار" در زمینه‌های گوناگون
- دیپلم افتخار جشنواره مطبوعات کودک و نوجوانان کانون پرورش فکری کودکان و نوجوانان برای اثر "چه گفتی" در مجله دوست خردسال
- دیپلم افتخار جشنواره مطبوعات کودک و نوجوانان کانون پرورش فکری کودکان و نوجوانان برای اثر "صدای صنوبر" در مجله سلام بچه‌ها
- دیپلم افتخار بهترین کتاب منتشر شده با موضوع انقلاب در بیست سال گذشته از جشنواره کتاب کودک و نوجوانان کانون پرورش فکری کودکان و نوجوانان برای کتاب "بهار گمشده"
- دیپلم افتخار انتخاب بهترین کتابهای منتشر شده با موضوع انقلاب در بیست سال گذشته از جشنواره کتاب کودک و نوجوانان کانون پرورش فکری کودکان و نوجوانان برای کتاب "چکه چکه اشک"
- در بیش از ۷۰ عنوان پایان نامهٔ دانشجویی در مقاطع کارشناسی، کارشناسی ارشد و دکتری دانشگاه‌های سراسری، آزاد و پیام نور به بررسی و پژوهش پیرامون کتابها و اشعار و زندگی‌نامه ایشان پرداخته شده‌است.[۳]

## پیوند بیرونی
- صفحه افسانه شعبان‌نژاد در وبگاه خواندنی‌های خوب (گودریدز)